# 6013 Енденіке
6013 Енденіке (1991 OZ, 1976 MD, 1981 XW, 6013 Andanike) — астероїд головного поясу, відкритий 18 липня 1991 року.
Тіссеранів параметр щодо Юпітера — 3,525.